# Bruno Gerber
Bruno Gerber (Rothenfluh, 23 agosto 1964) è un bobbista svizzero.

## Biografia
Viene ricordato di una medaglia d'oro nella sua disciplina, vittoria ottenuta ai campionati mondiali del 1989 (edizione tenutasi a Cortina d'Ampezzo, Italia) insieme ai connazionali Gustav Weder, Curdin Morell e Lorenz Schindelholz. Nell'edizione l'argento andò all'altra nazionale svizzera il bronzo ad una tedesca.
Nell'edizione successiva, ai mondiali del 1990, vinse due medaglie d'oro, nel bob a quattro e nel bob a due. Nel 1991 vinse una medaglia d'argento nel bob a due.